# Heinz Kluge
Heinz Kluge (ur. 21 maja 1938 w Auerbach) – niemiecki biathlonista reprezentujący NRD. W 1965 roku wystąpił na mistrzostwach świata w Elverum, gdzie zajął piąte miejsce w biegu indywidualnym i czwarte w drużynie. Trzy lata później wystartował na igrzyskach olimpijskich w Grenoble, gdzie zajął 24. miejsce w biegu indywidualnym i szóste w sztafecie. Nigdy nie wystąpił w zawodach Pucharu Świata.
W 1963 roku zdobył mistrzostwo NRD w zawodach drużynowych.

## Osiągnięcia

### Igrzyska olimpijskie
| Rok  | Miejscowość | Konkurencje | Konkurencje | Konkurencje | Konkurencje | Konkurencje | Konkurencje | Konkurencje |
| Rok  | Miejscowość | IN          | SP          | PU          | MS          | RL          | MR          | SR          |
| ---- | ----------- | ----------- | ----------- | ----------- | ----------- | ----------- | ----------- | ----------- |
| 1968 | Grenoble    | 24.         | nd.         | nd.         | nd.         | 6.          | nd.         | –           |

### Mistrzostwa świata
| Rok  | Miejscowość | Konkurencje | Konkurencje | Konkurencje | Konkurencje | Konkurencje | Konkurencje | Konkurencje |
| Rok  | Miejscowość | IN          | SP          | PU          | MS          | RL          | MR          | SR          |
| ---- | ----------- | ----------- | ----------- | ----------- | ----------- | ----------- | ----------- | ----------- |
| 1965 | Elverum     | 5.          | nd.         | nd.         | nd.         | 4.          | nd.         | –           |